# Франческо Траїні
Франче́ско Траї́ні (італ. Francesco Traini; 1321, Піза — 1365, Піза) — італійський живописець.

## Біографія

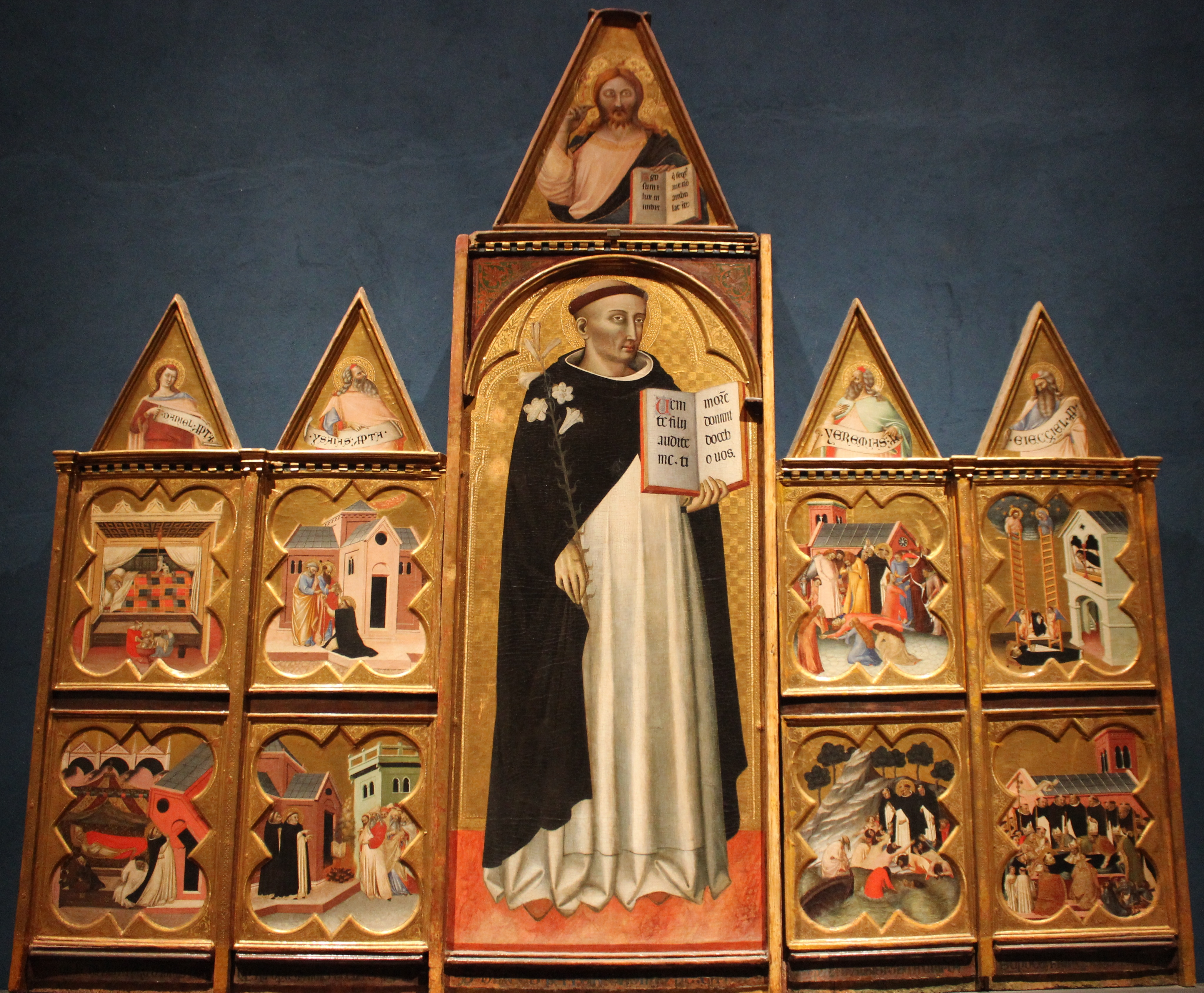
«Поліптих св. Домініка», 1344—45, Музей Сан-Маттео, Піза

Свідчень про художника досить мало: відомо, що його творчість пов'язана переважно з Пізою. Лише одна робота з великою вневненністю може вважатися написаною Траїні — «Поліптих св. Домініка» (1344—45, Музей Сан-Маттео, Піза). Також на основі стилістичної подібності художнику приписують ще декілька значних творів, серед яких цикл фресок в Кампо-Санто у Пізі: «Тріумф смерті», «Страшний суд», «Пекло» і «Життя пустельників». Вважається, що ці роботи, створені наприкінці 1340-х років, стали відгуком художника на жахи епідемії чуми 1348 року. Однак, тепер існує думка, що ці фрески належать пензлю Буффальмакко.